# 西乃抄本

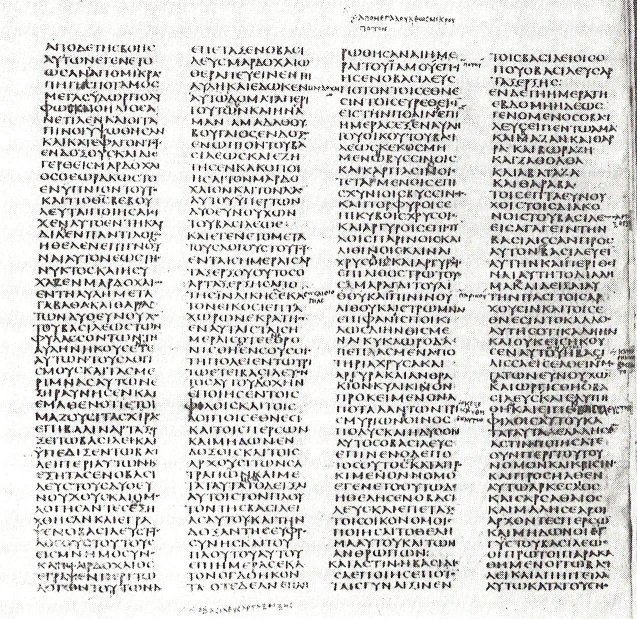
西乃抄本的《以斯帖記》

西乃抄本（希伯來語：קודקס סינאיטיקוס），又譯為西乃山抄本或西奈抄本，一系列以通用希臘語寫作的《聖經》抄本。19世紀在聖凱瑟琳修道院發現，並於20世紀發現更多的抄本。於4世紀以安色爾字體寫成，是現在年代最早的《新約聖經》抄本，在新約研究中有重要的地位。大部份抄本，現存放在大英博物館中。
它包含《新約聖經》及《舊約聖經》。希臘文的《舊約聖經》（即七十士譯本）差不多完整無缺，連同完整的《新約聖經》、《巴拿巴書》及部份《黑馬牧人書》。

## 特徵

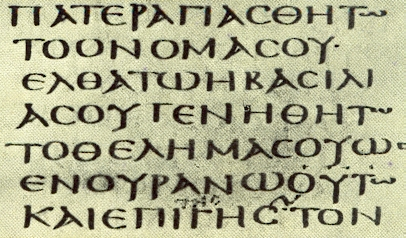
西乃抄本的《路加福音》11章2節。

西乃抄本是以連字寫成，沒有氣息符號或多調符號。偶爾會用到點及合字，而全書內都用上nomina sacra加頂線。一些字在其他抄本中會被簡略，如πατηρ及δαυειδ，但在西乃抄本則有全寫及簡寫。差不多習慣地會以ΕΙ的雙母音來取代Ι，如δαυειδ而非δαυιδ。
每行有12-14個希臘文安色爾字體，排成4欄，有一些小心揀選的斷行及輕微不整齊的右緣。隨著紙莎草紙書卷打開時，讀者可以見到共有8欄的經文。《舊約聖經》中的詩歌體裁每頁只有兩欄。整個抄本約有400萬個安色爾字體。
每一張紙都是1.1:1比例的長方形，而每欄經文則是逆數比例的0.91。若移走兩欄中間的間距，兩欄經文側是完全對稱的。排版家Robert Bringhurst指西乃抄本是精巧的作品。
抄本是由驢或羚羊皮造成的上等紙組成。大部份的紙都有4個對頁，唯有兩張是有5個對頁。據估計要造成西乃抄本，就殺死了約360隻動物，這還要假設所有動物都能造出上乘的紙張。將物料、抄寫及組裝抄本的時間，西乃抄本的成本就等於當時一個人一生的工錢。
大英博物館保存有346½張對開紙，共694頁，超過半數的西乃抄本。當中199張屬於《舊約聖經》及經外書，而147½張屬於《新約聖經》、《巴拿巴書》及部份《黑馬牧人書》。七十士譯本包含了《以斯德拉記下》、《多俾亞傳》、《友第德記》、《瑪喀比一書》、《瑪喀比四書》、《所羅門智訓》及《便西拉智訓》。《新約聖經》是按以下次序排列：《福音書》、《保羅書信》、《使徒行傳》、《大公書信》及《啟示錄》。抄本其中一些部份保存得很好，但有一些則很差，所以相信它們是分開存放在幾個地方。

## 抄本的文句

### 缺漏
西乃抄本缺欠《舊約聖經》的以下部份：
- 《創世記》23章19節至24章46節
- 《民數記》5章26節至7章20節
- 《歷代志上》9章27節至19章17節
- 《以斯拉記》9章9節至《尼希米記》

《新約聖經》缺乏以下的部份：
- 省略了的經節：

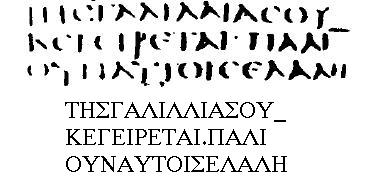
西乃抄本內《約翰福音》7章52節至8章12節

  - 《馬太福音》12章47節、16章2b-3節、17章21節、18章11節及23章14節。
  - 《馬可福音》9章44節、9章46節、11章26節、15章28節及16章9-20節。
  - 《路加福音》17章36節
  - 《約翰福音》5章4節、7章53節-8章11節及21章25節。
  - 《使徒行傳》8章37節、15章34節、24章7節及28章29節。[12]
  - 《羅馬書》16章24節
- 省略了的字句：
  - 《馬太福音》6章13節中沒有「因為國度、權柄、榮耀、全是你的直到永遠、阿們。」
  - 《馬太福音》23章35節的（巴拉加的兒子）。這樣省略得到該撒利亞的優西比烏的支持。[13]
  - 《馬可福音》1章1節沒有了「神的兒子」。
  - 《馬可福音》10章7節省略了（與妻子連合），在梵蒂岡抄本也是這樣省略了。[14]
  - 《路加福音》11章4節沒有「赦免我們的罪」。第一校對員（a校對員）曾加入此段，但第三校對員（c校對員）則再一次將之省略。[14]
- 由校對者排除的段落：
  - 《馬太福音》24章36節中的（子也不知道），第一校對員落了「可疑的」註腳，但第二校對員（b校對員）刪除了該註腳。[14]
  - 《馬可福音》10章40節中的（非），第一校對員在註了「可疑的」，但第二校對員將註腳刪除了。[14]
  - 《路加福音》22章43-44節被包含在原有抄本中，第一校對員註了「可疑的」，但第三校對員（c校對員）刪除了註腳。[14]
  - 《路加福音》23章34節中的「當下耶穌說、父阿、赦免他們．因為他們所作的、他們不曉得。」，第一抄寫員包含了此句，第一校對員註了「可疑的」，但第三校對員刪除了註腳。[15]

這些省略的部份屬於典型的亞歷山大類型。

### 插句
- 《馬太福音》8章13節：加入了（當百夫長這時回到家中，發現僕人就好了）。[16]
- 《馬太福音》27章49節：加入了（其餘的人拿槍扎他的肋旁，隨即有血和水流出來）。這句是從《約翰福音》19章34節衍生出來的，在其他亞歷山大類型的抄本都有這句。[12]

### 獨有異文
- 《馬太福音》8章12節中有（走到）而非（被趕到）。波便西斯抄本也有類似的異文。[17]
- 《馬太福音》13章54節的被更改為；而在《使徒行傳》8章5節的（下到撒瑪利亞）被取代為（下到該撒利亞）。這兩個不同並沒有出現在其他抄本中，很可能是由同一位抄寫員造成的。學者指這有可能是因抄本是於該撒利亞寫成的。[18]
- 《馬太福音》16章12節的（法利賽人和撒都該人的酵），只有波便西斯抄本及庫熱頓敘利亞文抄本支持。
- 《約翰福音》1章28節，第二校對員作了獨有的異文。
- 《約翰福音》1章34節的（選上的），而非普遍通的（子）。
- 《路加福音》1章26節的拿撒勒稱為猶太之城；《約翰福音》2章3節，一般是「當他們需要酒」或「酒用盡了」，西乃抄本則是「當他們沒有酒，因為婚宴的酒酒用盡了」；《使徒行傳》11章20節的（傳福音的人）而非（希臘化的猶太人）；《使徒行傳》14章9節在「聽見」前加了「沒有」；《希伯來書》2章4節用上「豐收」而非「恩賜」；《彼得前書》5章13節的「巴比倫」被取代為「教會」。[19]

### 多數共通
- 《馬可福音》10章19節，西乃抄本是最古老的抄本用上「不可虧負人」。梵蒂岡抄本、塞浦路斯抄本、華盛頓抄本等都沒有這句。這句是大部份抄本的異文。[14]
- 《馬可福音》13章33節，西乃抄本是最早用上（祈禱）的。[16]

### 由于教义原因造成的讹文
新约经文校勘学家Bart D. Ehrman有「正统讹文」（Orthodox Corruption）的理论，认为在新约文本的校勘中，有的讹文可以归因于原初「正统」（proto-orthodox）教义的考虑，这在西乃抄本中也有反映。如《約翰一書》5章6節中有異文「δι' ὕδατος καὶ αἵματος καὶ πνεύματος」（藉著水和血和聖靈而來的），与亚历山大抄本同。

### 語體及與其他抄本的關係
從大部份《新約聖經》來說，西乃抄本與梵蒂岡抄本及以法蓮抄本是普遍一致的，並證實了亞歷山大類型。最明顯的例子是西乃抄本與梵蒂岡抄本都在《馬太福音》5章22節中省略了「εικη」（無緣無故地）。

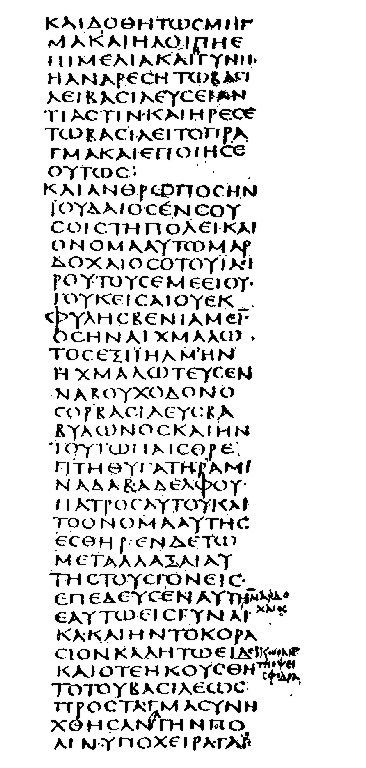
西乃抄本中的《以斯帖記》2章3-8節。

在《約翰福音》1章1節至8章38節，西乃抄本與梵蒂岡抄本及其他亞歷山大抄本有所不同。西乃抄本在此段較為接近伯撒抄本，支持著西方經文類型。例如在《約翰福音》1章3節中，西乃抄本與伯撒抄本都是唯一的希臘文抄本含有（生命正在他裡頭）而非（生命已在他裡頭）。這部份曾作出多次的修改。
西乃抄本與梵蒂岡抄本存在著一些分別，總數達3036個。當中656個在《馬太福音》，567在《馬可福音》，791在《路加福音》及1022個在《約翰福音》。這些差別是因愛歐塔化及希伯來名稱的翻譯異文。這兩份抄本都是出於同一繕寫室。芬顿·霍尔特指西乃抄本及梵蒂岡抄本是根據共同及較早的原稿而抄寫的，可以是源於2世紀或更早。以下是西乃抄本與梵蒂岡抄本在《馬太福音》1章18-19節的差異例子：
| 西乃抄本 | 梵蒂岡抄本 |
| --- | --- |
| Του δε ΙΥ ΧΥ η γενεσις ουτως ην μνηστευθισης της μητρος αυτου Μαριας τω Ιωσηφ πριν ην συνελθιν αυτους ευρεθη εν γαστρι εχουσα εκ ΠΝΣ αγιου Ιωσηφ δε ο ανηρ αυτης δικαιος ων και μη θελων αυτην παραδιγματισαι εβουληθη λαθρα απολυσαι αυτην | Του δε ΧΥ ΙΥ η γενεσις ουτως ην μνηστευθεισης της μητρος αυτου Μαριας τω Ιωσηφ πριν ην συνελθειν αυτους ευρεθη εν γαστρι εχουσα εκ ΠΝΣ αγιου Ιωσηφ δε ο ανηρ αυτης δικαιος ων και μη θελων αυτην δειγματισαι εβουληθη λαθρα απολυσαι αυτην |

有指西乃抄本與耶柔米之間的一致性很高。俄利根可能將亞歷山大類型帶到該撒利亞，成為西乃抄本及耶柔米的藍本。
在4世紀及12世紀之間，共有7個或以上的校對者負責校對西乃抄本，是目前已知修改最多的抄本。蒂申多夫在聖彼得堡研究時發現所持有的西乃抄本（整部的2/3）內就造了14800個修訂。推斷整部西乃抄本就有約20萬個修訂。另外，在一些地方亦以點來作為「可疑的」標記（如ṪḢ）。修訂的地方像拜占庭類型。

## 歷史

### 早期歷史
有關西乃抄文的早期歷史所知很少。有指它是於西方，可能是在羅馬寫成，另有指是在埃及，或是在該撒利亞。它是於4世紀成書的，由於包含了優西比烏正典，所以必然是於325年后完成的；另外，亦由於在邊界有一些教父教導的參考，所以必定是於360年前完成的。
西乃抄本是羅馬皇帝君士坦丁一世派衍該撒利亞的優西比烏傳道時的50本《聖經》之一。它可能是於君士坦丁一世發出命令時已經開始製造，但因不同紙張的大小而被暫停。
蒂申多夫相信西乃抄本共由四個抄寫員（他名為A、B、C及D）及五個校對員（他名為a、b、c、d及e）所完成。他進一步指出其中一個校對員是與原抄寫員同一時代的，而其他的則是屬於6世紀及7世紀。現時一般相信蒂申多夫是錯誤的，C抄寫員應該不存在。蒂申多夫卻認為C抄寫員負責抄寫《舊約聖經》的詩歌書，這可能是因他就詩歌書的不同格式所致。其餘的三個抄寫員仍然以蒂申多夫的稱謂稱呼（A、B及D）。校對員相信可能最少有七個（a、b、c、ca、cb、cc及e）。
現今分析指最少有3個抄寫員。B抄寫員的拼寫較差，A抄寫員也不怎麼好，而最好的則是D抄寫員。A抄寫員負責了《舊約聖經》的歷史書及詩歌書、差不多整個《新約聖經》及《巴拿巴書》，抄寫時犯了一些不必要的嚴重錯誤。B抄寫員負責了先知書及《黑馬牧人書》。D抄寫員負責了整部《多俾亞傳》及《友第德記》、《瑪喀比四書》前半部、《詩篇》的前2/3及《啟示錄》首5節。
大英博物館於1938年的古文字學研究發現西乃抄本進行過多次的修改。第一次修改是由幾個抄寫員在抄本離開繕寫室前進行，並註以אa。在第6及第7世紀也進行了多次修改（אb），根據《以斯拉記》及《以斯帖記》書末的扉頁，這些修改是源自於旁非羅所修改的古卷。若真是這樣，由《撒母耳記上》至《以斯帖記》都是《六欄經文合參》的原稿。扉頁亦提及這些修改終結於第6或第7世紀的該撒利亞。普通的愛歐塔化，尤其是ει的雙母音並沒有被修改。

### 發現

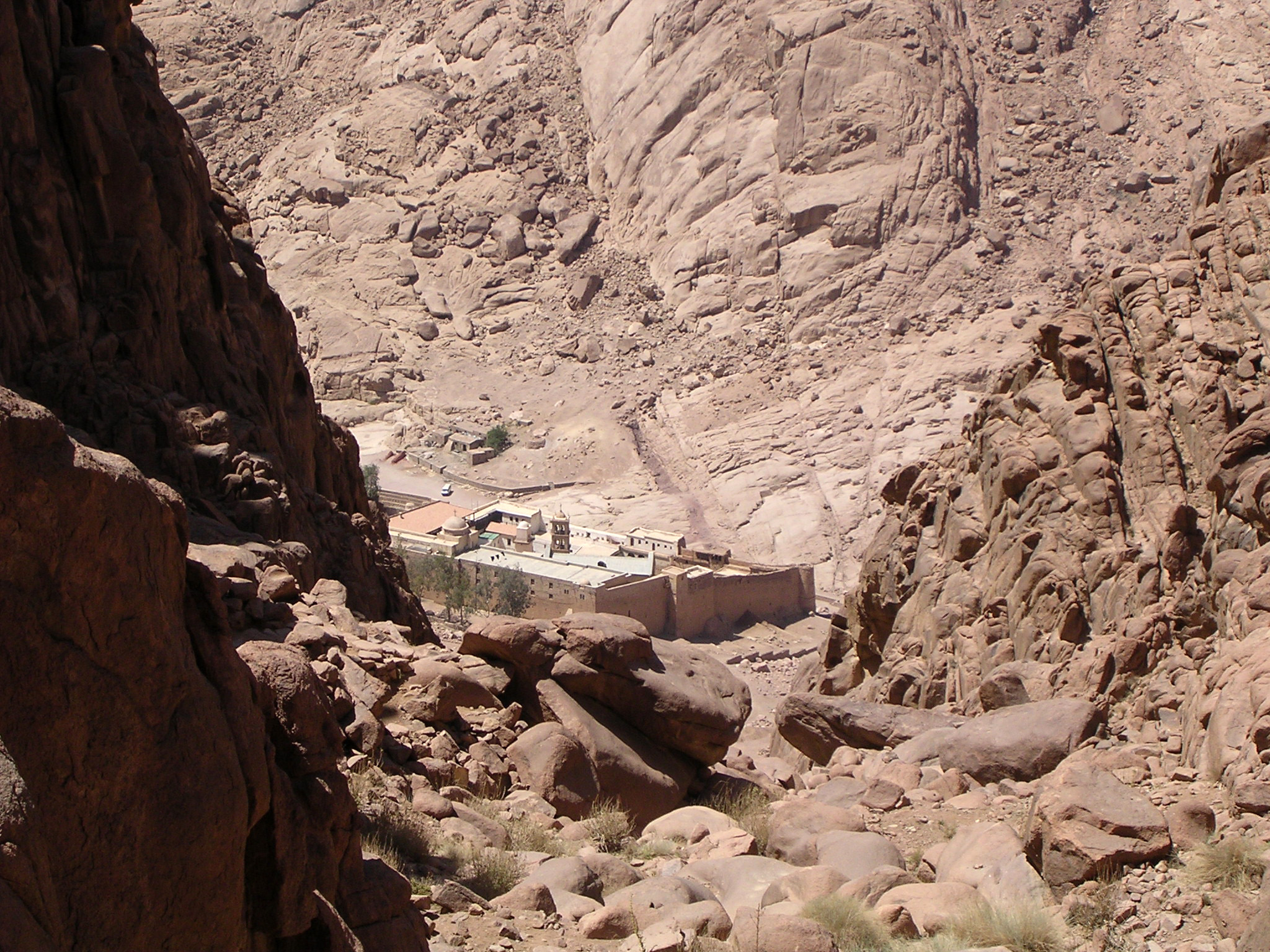
聖凱瑟琳修道院。

1761年，維塔利亞諾·多納蒂（Vitaliano Donati）到訪聖凱瑟琳修道院時見到西乃抄本。他的日記於1879年出版。

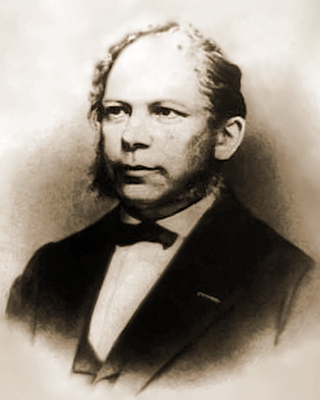
康斯坦丁·馮·蒂申多夫的肖像。

於1844年，康斯坦丁·馮·蒂申多夫第一次到訪聖凱瑟琳修道院時，在垃圾箱中發現一些紙卷，正準備拿去火化。他發現這些紙卷是部份七十士譯本，以希臘文安色爾字體寫成。蒂申多夫向修道院的僧侶查提出取走這些紙起，但僧侶只讓他拿走1/3，即43頁。這些包括《歷代志上》、《耶利米書》、《尼希米記》及《以斯帖記》。蒂申多夫將這些抄本存放在萊比錫大學圖書館內，一直存放到現在。於1846年，蒂申多夫將有關內容出版，並以弗里德里希·奧古斯特二世來命名此抄本。在修道院仍保有其餘的部份，包括整部《以賽亞書》、《瑪喀比一書》及《瑪喀比四書》。
於1845年，耶路撒冷的俄羅斯東正教團修道院長到訪聖凱瑟琳修道院，僧侶向他展示了一些抄本是蒂申多夫未曾見過的。
1853年，蒂申多夫回到聖凱瑟琳修道院打算取走餘下的86對頁，但不成功。他在沙皇亞歷山大二世的支持下於1859年再回到修道院，此次他得以看見整部西乃抄本。這部份的抄本於1862年出版。
完整的西乃抄本的《新約聖經》是於1911年由柯索普·萊克（Kirsopp Lake）出版，而《舊約聖經》則是於1922年出版。萊克本身並沒有見過西乃抄本。

### 後來發展
於20世紀初，Vladimir N. Beneshevich在聖凱瑟琳修道院圖書館發現西乃抄本的其他部份。他曾於1907年、1908年及1911年到訪修道院，但沒有指明是那一次發現抄本。這些對頁被帶到聖彼得堡並存放至今。
多年來，西乃抄本都是存放於俄羅斯國家圖書館。於1933年，蘇聯以10萬英鎊的價錢，將抄本售予大英博物館。抄本送到英國時受到紫外線的檢測。
於1975年，聖凱瑟琳修道院的僧侶在聖佐治教堂下發現一個房間，房間內存有很多紙卷碎片。這些碎片是12頁完整的西乃抄本，當中11頁是《摩西五經》及1頁《黑馬牧人書》。
於2005年，英國、歐洲、埃及、俄羅斯及美國的專家將西乃抄本數碼化。這包括使用超光譜成像的技術，以顯示所有隱藏的資訊，如擦走或褪色的字。估計項目共花費100萬美元。於2008年，超過1/4的抄本可以在互聯網上公開瀏覽。2009年就增加了800頁，佔了抄本的一半以上。

## 現時情況

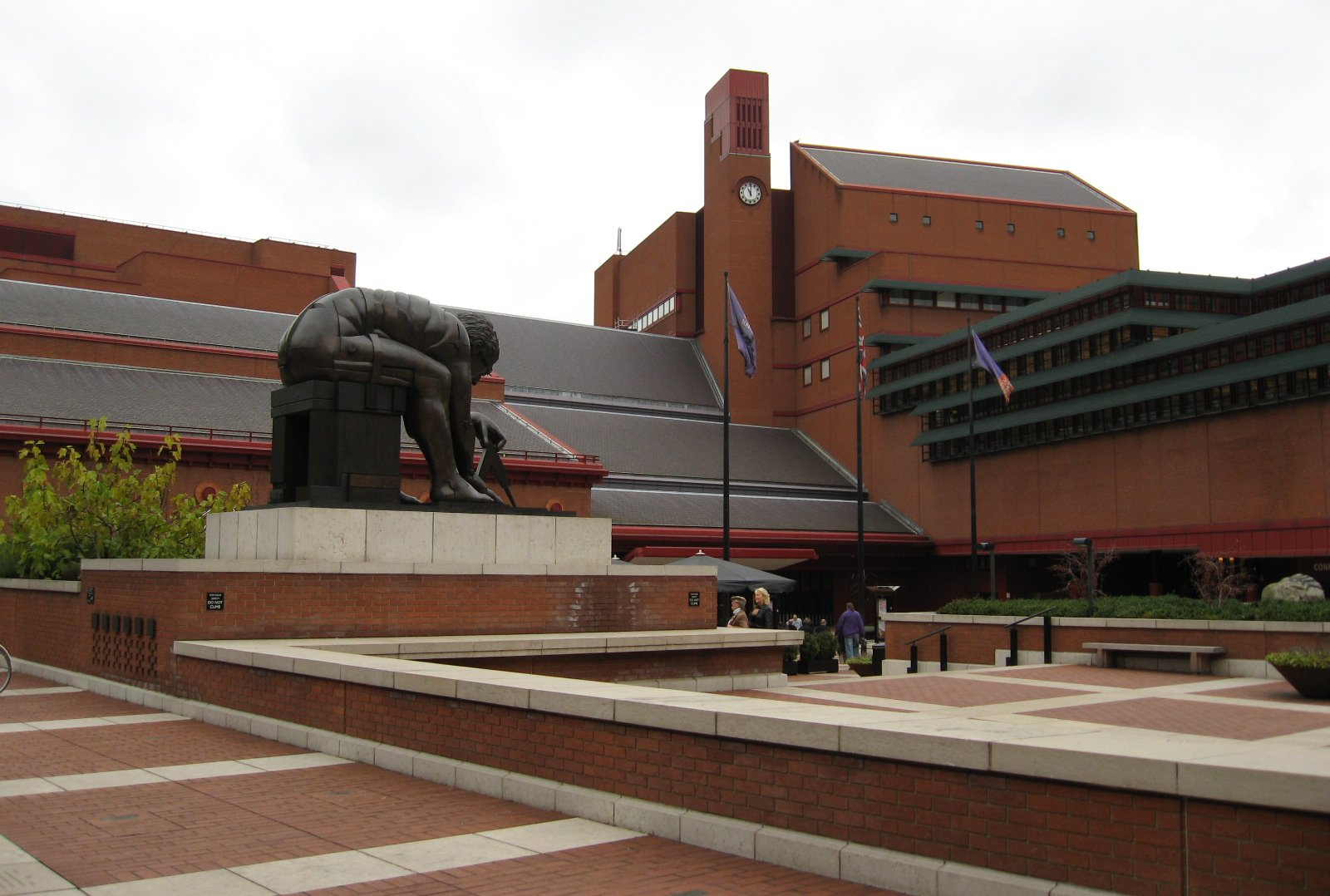
大英圖書館

西乃抄本現時分為四個部份：347頁存放在倫敦的大英圖書館，12頁及14塊碎片存放在聖凱瑟琳修道院，43頁在萊比錫大學圖書館，3頁的碎片在聖彼得堡的俄羅斯國家圖書館。
聖凱瑟琳修道院官方指西乃抄本是被盜取的，在牆上掛有康斯坦丁·馮·蒂申多夫的借據。但是最近發現了1868年的送讓契，證實當時獲得抄本的合法性。不過，蒂申多夫是於1859年取走西乃抄本的，而當時修道院並沒有大主教，縱然他只是想將抄本送給沙皇，實際上並沒有合法的送讓。事件因受到歐利羅大主教的不正常情況所影響，要到事件平息後才正式處理。
不過，姑勿論誰是誰非，蒂申多夫卻提醒了修道院的僧侶西乃抄本的重要，而僧侶亦於很短的時間內搜尋所有存有的抄本。兩者的目的都是要保護抄本，免得損失更多。

## 重要性
西乃抄本連同梵蒂岡抄本都是七十士譯本最為重要的原文抄本。它是唯一安色爾字體的抄本，且擁有完整的《新約聖經》。它的製成時間是在《新約聖經》成書後的300年，被認為是最為準確的抄本。
以《福音書》來說，西乃抄本是第二重要的抄本，僅次於梵蒂岡抄本。以《使徒行傳》來說，它與梵蒂岡抄本同等重要。它是《大公書信》最重要的記載。但是它的《啟示錄》經過篡改，比亞歷山大抄本及其他抄本更為劣等。

## 外部連結
- Codex Sinaiticus（页面存档备份，存于）
- Codex Sinaiticus（页面存档备份，存于） at the Center for the Study of NT Manuscripts (JPG)
- Codex Sinaiticus: A Facsimile（页面存档备份，存于） (ISBN 9780712349987)